# Kompromissloses Pendel

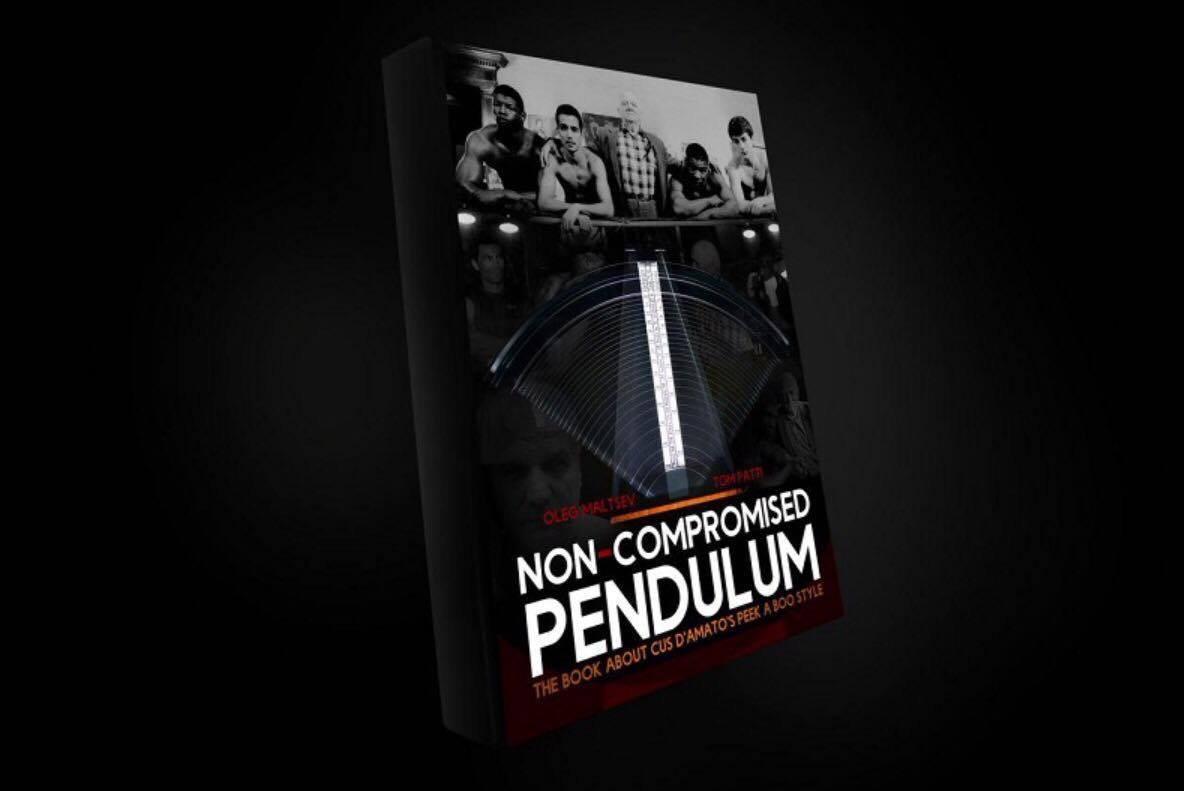
Kompromissloses Pendel

Kompromissloses Pendel (Originaltitel englisch Non-compromised Pendulum; russisch Бескомпромиссный маятник) ist ein Buch über den Boxstil des amerikanischen Trainers Cus D’Amato, der drei Weltmeister: José Torres, Floyd Patterson und Mike Tyson großgezogen hat.

## Geschichte
Die Idee, das Buch zu schreiben, gehört Oleh Malzew, der  20 Jahre die Persönlichkeit von Cus D’Amato und den von ihm geschaffenen Boxstil erforscht hat.  Er war an der Wirksamkeit des Systems interessiert, das es ermöglichte, drei Boxweltmeister großzuziehen.
Während der Forschung wurden Dokumentarfilme, Fotos, Videos, Artikeln und Mediennotizen, Bücher über Cus D’Amato studiert und es war die Reihe von Interviews mit Personen: Tom Patti, Larry Sloman, Scott Weiss, Steve Lott, Gene Kilroy, die Cus D’Amato persönlich gekannt hatten, durchgeführt.
Ende 2017 reiste Oleg Maltsev auf Einladung des Schülers von Cus D’Amato Tom Patti nach New York, wo Tom die Demonstration der Elemente des Cus-Systems vorführte.
Die Autoren haben beschlossen, dass in Erinnerung an den legendären Trainer, der einen großen Beitrag an der Entwicklung des professionellen Boxens geleistet hat, das Buch Kompromissloses Pendel im offenen Zugang veröffentlicht wird.

## Autoren
Oleh Malzew ist ein ukrainischer Wissenschaftler, Mitglied der American Psychological Association, Forscher der Kampfkünste und der militärischen Welttraditionen. Er ist Gründer und Leiter mehrere wissenschaftlichen Institutionen.
Tom Patti ist ein US-amerikanischer Politiker, Bürgermeister von San Joaquin County (Kalifornien, USA), professioneller Boxer, Schüler von Cus D’Amato, fünffacher Champion des Staates und Meisterschaft „Golden Gloves“. Vier Jahre lang lebte er in Cus' Haus und trainierte er unter der Leitung von Cus D’Amato.

## Cus D’Amato
Cus D’Amato ist nicht nur durch den Erfolg seiner Schüler in die Geschichte des Profiboxens eingetreten. Im Boxstil, der er erschafft hat, wird das Trainingssystem mit der Philosophie der Arbeit mit der Angst verbunden, die nicht unterdrückt, sondern kontrolliert und genutzt wird, um zu gewinnen.

## Inhalt des Buches
Das Buch besteht aus elf Kapiteln. Es beschreibt die Bestandteile des Phänomens von Cus D’Amato, seine Philosophie, die technischen Elemente, sowie die Struktur der Ausbildung im Cus Cus D’Amato-Stil.

## Rezensionen
Das Buch "Kompromissloses Pendel" hat positive Rezensionen von Boxforschern bekommen, die mit Cus D’Amato und seinem Boxstil vertraut sind.

“Mesmerizing! A book that transcends sports. A fascinating journey that takes the reader from the physical to the metaphysical – and beyond.”

„Faszinierend! Dieses Buch geht über den Sport hinaus. Eine spannende Reise, die den Leser von der physischen Welt in die metaphysische Welt und darüber hinaus führt.“

Das Buch wurde von Präsidenten der Nationalen Professional Boxliga der Ukraine Mikhail Sawjalow, von Trainer und Schriftsteller über Boxen im Wall Street Journal Gordon Marino, sowie von anderen Experten auf dem Gebiet des Boxens geschätzt.
Lee Groves, The Ring Journalist, untersuchte die Struktur des Buches und stellte auch seine Tiefe fest.

“The book is divided into 11 chapters, and while the text is only 131 pages long, it is a deep, absorbing and challenging read.”

„Das Buch ist in elf Kapitel unterteilt, und obwohl der Text nur 131 Seiten umfasst, ist er eine tiefgründige, packende und herausfordernde Lektüre.“

Gordon Marino, Boxtrainer und Professor für Philosophie am St. Olaf College in Northfield, Minnesota, schreibt: „Diese kurze, aber leistungsstarke Monografie greift in D'Amatos Lebensgeschichte ein, um sich darauf zu konzentrieren, seine Regeln für den Erfolg innerhalb und außerhalb des Rings klar aufzuzeichnen.“